# مصلى القديسين سيرجيوس وهيرمان من فالام
مصلى القديسين سيرجيوس وهيرمان من فالام (بالروسية: Св. Сергий и Герман капеллы Валаам؛ بالإنجليزية: Sts. Sergius and Herman of Valaam Chapel) هو مصلى كنسي تاريخي تابع للكنيسة الروسية الأرثوذكسية.

## المعمار
يقع المصلى في قرية أوزينكي في جزيرة سبروس، ألاسكا. سُمي المصلى على اسم القديسين سيرجيوس وهيرمان من فالام. بُني عام 1898 بتكليف من تيخون، أسقف أمريكا الشمالية آنذاك. بني المصلى فوق قبر القديس هيرمان، والذي كان أول رجل دين أرثوذكسي يُكرس للخدمة في ألاسكا.
تبلغ قياسات المصلى حوالي 22 × 20 قدما (6.7 م × 6.1 م) وعلى سطحها دعامة صغيرة بيضاوية الشكل أضيفت حديثا لتدعم الصليب الروسي أعلاه. أضيف المذبح والدهليز لاحقا، من أجل استكمال التصميم المعتاد المكون من ثلاثة أقسام كما درج عليه الحال في الكنائس الأرثوذكسية في ألاسكا.
أُدرج المصلى ضمن السجل الوطني للأماكن التاريخية عام 1980.